# Opsion costata
Opsion costata är en tvåvingeart som först beskrevs av Wulp 1858.  Opsion costata ingår i släktet Opsion och familjen svampmyggor. Inga underarter finns listade i Catalogue of Life.